# Buor-Chaja
Buor-Chaja (ros. Мыс Буор-Хая) – przylądek w azjatyckiej części Rosji, w Jakucji.
Leży na północnym krańcu półwyspu oddzielającego dwie zatoki Morza Łaptiewów: Buor-Chaja i Jańską; 
współrzędne geograficzne 71°58′N 132°45′E/71,966667 132,750000.